# Acanthistius
Acanthistius è un genere di pesci d'acqua dolce appartenente alla famiglia Serranidae, sottofamiglia Anthiinae.

## Distribuzione e habitat
Sono diffusi in tutti gli oceani.

## Descrizione
Presentano un corpo abbastanza tozzo, talvolta con una colorazione sgargiante. La pinna caudale ha il margine arrotondato. La specie di dimensioni maggiori è A. brasilianus.

## Specie
Al genere appartengono 11 specie:
- Acanthistius brasilianus (Cuvier, 1828)
- Acanthistius cinctus (Günther, 1859)
- Acanthistius fuscus Regan, 1913
- Acanthistius joanae Heemstra, 2010
- Acanthistius ocellatus (Günther, 1859)
- Acanthistius pardalotus Hutchins, 1981
- Acanthistius patachonicus (Jenyns, 1840)
- Acanthistius paxtoni Hutchins & Kuiter, 1982
- Acanthistius pictus (Tschudi, 1846)
- Acanthistius sebastoides (Castelnau, 1861)
- Acanthistius serratus (Cuvier, 1828)

## Conservazione
Nessuna specie è classificata come a rischio dalla lista rossa IUCN.